# Фаунтин Спрингс (Пенсилванија)
Фаунтин Спрингс (енгл. Fountain Springs) насељено је место без административног статуса у америчкој савезној држави Пенсилванија.

## Демографија
По попису из 2010. године број становника је 278, што је 178 (178,0%) становника више него 2000. године.
| Група             | 2000.        | 2010.       |
| Белци             | 100 (100,0%) | 267 (96,0%) |
| Афроамериканци    | 0 (0,0%)     | 5 (1,8%)    |
| Азијати           | 0 (0,0%)     | 0 (0,0%)    |
| Хиспаноамериканци | 0 (0,0%)     | 4 (1,4%)    |
| Укупно            | 100          | 278         |